# بول كونغ
بول كونغ (بالصينية: 鄺保羅) هو قسيس صيني، ولد في 1952 في هونغ كونغ في الصين.